# Traves (Haute-Saône)
Traves é uma comuna francesa na região administrativa da Borgonha-Franco-Condado, no departamento do Alto Sona. Estende-se por uma área de 12.29 km². Em 2010 a comuna tinha 375 habitantes (densidade: 30,5 hab./km²).